# イトヒキテンジクダイ
イトヒキテンジクダイ（糸引天竺鯛、Zoramia leptacanthus、英:Threadfin cardinalfish）は、スズキ目テンジクダイ科に属する魚類の一種。同属のウスモモテンジクダイとは尾柄に黒点が無いことで見分けられる。

## 分布
紅海、東アフリカからミクロネシア、ニューカレドニア、南日本までのインド洋と西太平洋。日本では奄美大島以南で見られる。

## 形態
最大全長6.0 cm、平均的な全長は 5.0cm。背鰭は7棘9軟条、臀鰭は2棘9軟条から成る。体色は白から半透明で、頭部から鰓付近に青色の縞が複数通る。鰓蓋と体側面前部にはオレンジ色の細い横帯があるが、死後消失する。背中に沿って白い線が入る。眼は青い。第1背鰭の棘条が糸状に伸びる。

## 生態
水深12m以浅の比較的浅い湾内部やサンゴ礁域に生息する。夜行性であり、昼間は枝サンゴの間を群れで漂っている。ウスモモテンジクダイなどの他種と混泳していることが多い。
繁殖期は夏で、縄張りを作りやすい枝サンゴの間など障害物の周りに集まる。ペアで群れから外れて縄張りを作る。卵の保護は基本的に雄が行う。親魚が受精卵を孵化するまで口にくわえて保護するマウスブルーダーである。繁殖後雌は餌を捕食し、また別の雄とペアを組み繁殖をする。卵は孵化まで1週間掛かり、その間雄は何も口にしない。

## 人との関わり
食用としては流通しない。ダイビングやシュノーケリングで観察される。観賞用に販売され、個人のアクアリウムや、水族館でもよく見られる。